# Las Vegas Film Critics Society Award per la migliore sceneggiatura originale
Il Las Vegas Film Critics Society Award per la migliore sceneggiatura originale è una categoria di premi assegnata da Las Vegas Film Critics Society, per il miglior sceneggiatore originale dell'anno. È stata assegnata solo nel 1999 e nel 2000 come sottocategoria della migliore sceneggiatura ed è opposta al miglior adattamento.

## Vincitori e candidati
I vincitori sono indicati in grassetto.
- 1999
  - Charlie Kaufman - Essere John Malkovich (Being John Malkovich)
  - Alan Ball - American Beauty (American Beauty)
  - Kevin Smith - Dogma (Dogma)
  - Andy Wachowski - Matrix (The Matrix)
  - Larry Wachowski - Matrix (The Matrix)
  - M. Night Shyamalan - Il sesto senso (The Sixth Sense)
- 2000
  - Susannah Grant e Richard LaGravenese - Erin Brockovich - Forte come la verità (Erin Brockovich)
  - Cameron Crowe - Quasi famosi (Almost Famous)
  - David Franzoni, John Logan e William Nicholson - Il gladiatore (Gladiator)
  - Ethan Coen e Joel Coen - Fratello, dove sei? (O Brother, Where Art Thou?)
  - Stephen Gaghan - Traffic (Traffic)